# Christian Donzé
Pour les articles homonymes, voir Donzé.
Christian Donzé, né le 15 septembre 1961 à Montbéliard et mort le 21 octobre 2012 à Murianette, est un nageur devenu entraîneur à la fin des années 1980 puis conseiller technique régional du comité de Dauphiné-Savoie. Responsable des sélections françaises de jeunes à partir de 2002, il est nommé directeur technique national de l'équipe de France de natation en 2009 en remplacement de Claude Fauquet. Il reste à son poste jusqu'à son décès, survenu durant sa participation à une course amateure de VTT.

## Biographie

### Carrière sportive
Christian Donzé débute la natation très jeune à la  piscine de la Petite-Hollande de Montbéliard  dirigée par son père. Tout d'abord licencié à l'AS Montbéliard-Zup, il rejoint ensuite en sport-études le Cercle des nageurs d'Antibes.
Il remporte le titre de champion de France du 200 mètres papillon en 1980 et 1982. Membre de l'équipe de France, il détient jusqu'en 1981 le record de France du 200 m papillon petit bassin en 2 min 4 s 79.

### Cadre de la Fédération
En septembre 1990, il devient conseiller technique régional de la Fédération française de natation pour le comité de Franche-Comté. Il reste cinq ans à ce poste avant de devenir en 1995 conseiller technique régional du comité Dauphiné-Savoie. Il s'occupe en même temps du pôle espoirs de la direction technique nationale puis, devient responsable des équipes de jeunes de la fédération. 
Nommé directeur technique national le 7 janvier 2009 en remplacement de Claude Fauquet par le ministre des sports Bernard Laporte avec l'approbation du président de la Fédération française de natation Francis Luyce, la natation française obtient sous sa direction ses meilleurs résultats à des Jeux olympiques en 2012 à Londres avec quatre titres.